# Redemptoristická kolej (Filipov)
Redemptoristická kolej existovala ve Filipově (část města Jiříkov) poblíž baziliky Panny Marie Pomocnice křesťanů v letech 1885–1950.

## Historie koleje

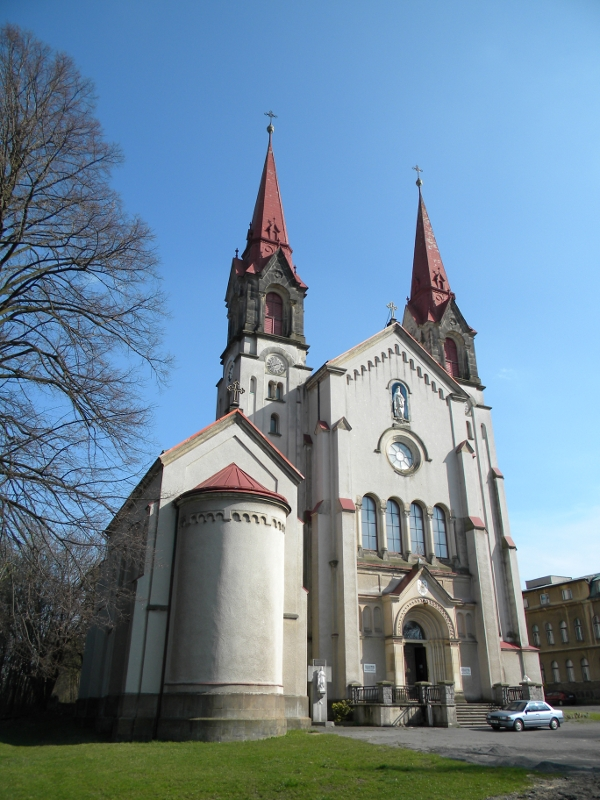
Filipovská bazilika Panny Marie Pomocnice křesťanů

Při proslulém poutním mariánském chrámu ve Filipově vznikla roku 1885 první redemptoristická kolej v litoměřické diecézi. U jejího zrodu stojí litoměřický biskup dr. Emanuel Schöbel, který se po konfirmaci a ještě před biskupskou konsekrací odebral 10. června 1882 do Filipova k Panně Marii, aby si v tamní milostné kapli vyprosil ochranu před nástupem do svého nového úřadu. Biskup Schöbel zůstal po celý život velkým příznivcem Filipova a téměř každý rok tam konal pouť.
Při příležitosti 150. výročí korunování Panny Marie na Svaté Hoře v Příbrami poznal biskup Schöbel zdárné působení tamních redemptoristů, kteří se pečlivě starali o toto nejznámější české poutní místo. Vyslovil proto přání, aby kongregace působila v jeho diecézi. Když pak 21. února 1884 přišel z Filipova do Litoměřic tamní zasloužilý farář Franz Storch s přáním, aby o Filipov převzala péči nějaká řeholní společnost, doporučil biskup redemptoristy. Generální superior v Římě dal po počátečním zdráhání souhlas a 24. května 1884 byl položen základní kámen k redemptoristické koleji. Provinciál Ondřej Hamrle se dostavil 15. září 1884 osobně do Filipova k projednání podrobností. Dne 5. září 1885 přišel do Filipova první redemptorista P. Anton Wiethe, který se stal i prvním rektorem zdejší koleje (do roku 1894).
Po něm přišli pak další redemptoristé. Protože poutě do Filipova stále vzrůstaly, nestačil počet řeholníků a roku 1892 byla kolej rozšířena. To již byl při koleji zřízen i noviciát. Do roku 1901 patřila kolej do vídeňské provincie, později pak do pražské. Byla však až do roku 1945 v rukou německých redemptoristů. Konal se ze stále větší počet exercicií, a proto v letech 1914-1915 byl připraven jižně od kostela další trakt koleje. Zdejší redemptoristé velmi aktivně vykonávali po celé diecézi lidové misie. Při 60. výročí od prvního zjevení Panny Marie Pomocnice křesťanů udělil papež na žádost generálního moderátora kongregace redemptoristů dne 21. února 1926 filipovskému chrámu čestný titul basilica minor. V breve se praví, že je to proto, že k tomuto chrámu směřují četní poutníci nejen z Čech, ale i z Rakouska a jiných zemí. Byl zde vybudován nový mariánský chrám, který je spravován redemptoristy majícími ve Filipově rezidenci a noviciát. Oslavy roku 1926 byly pak ve Filipově skutečně velkolepé. Při 50. výročí příchodu redemptoristů do Filipova byli roku 1935 v tamní mariánské bazilice vysvěceni čtyři redemptorističtí klerici. Návštěvnost Filipova stále převyšovala 100 000 poutníků ročně.
Po roce 1945 převzali duchovní správu Filipova postupně čeští redemptoristé, kteří zde pak působili až do roku 1950, kdy byla jejich činnost ukončena v rámci Akce K, kterou provedla Státní bezpečnost.